# 路易吉島

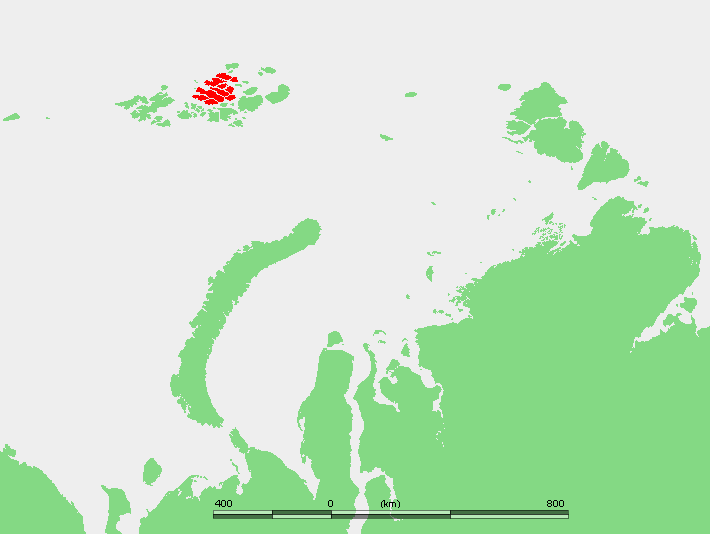

路易吉島是俄羅斯的島嶼，屬於法蘭士約瑟夫地群島的一部分，位於索爾茲伯里島以西，由阿爾漢格爾斯克州負責管轄，面積371平方公里，最高點海拔高度442米。